# Suchy Grunt (Petite-Pologne)
Pour les articles homonymes, voir Suchy Grunt.
Suchy Grunt est une localité polonaise de la gmina de Szczucin, située dans le powiat de Dąbrowa en voïvodie de Petite-Pologne.